# 國坂神社
国坂神社（くにさかじんじゃ）は、鳥取県東伯郡北栄町にある神社である。創建は837年以前と考えられている。

## 概要
祭神に諸説あるが、彦坐王は、日下部氏の祖神であると考えられている。また、国坂神社は、資料によっては「クサカ」と読む場合がある。
平安時代中期に集成された「延喜式」の神名帳、延長5(927)年の、伯耆六座の四番目に、「久米郡國坂神」と記載されている式内社で、古い記録をたどってみると、次のように神級を授与されている。
| 4(837)年 | 従五位以下(続日本後記・國坂神) |
| 3(856)年 | 正五位以下(文徳実録・國坂神)   |
| 5(867)年 | 正五位以上(三代実録・國坂神)   |

この神階授与は伯耆国では、伯耆神(現波々伎神社)・大山神(現大神山神社)とともに最も古い。このことは地方豪族を中央の統制下に置くための神祇統政策として当地方で重要視された神社であると考えられている。
以後、四宮大明神と称し、この神社を奉護する領主や地方の人々に敬われてきた。そして、明治時代に「郷社」に列せられ、國坂神社という名称は「四宮さん」を呼ばれ今日に至る。
なお、國坂神社社叢は平成12年1月に北条町指定保護文化財に指定されている。
境内社には、八幡社・荒神社・秋葉社がある。